# Припущенная рыба
Припу́щенная рыба — обобщающее название горячих рыбных блюд и кулинарных изделий, приготавливаемых припусканием, то есть варкой в небольшом количестве бульона с добавлением ароматических продуктов, рассола и виноградного вина. Припущенная рыба получается более сочной и считается более вкусной, чем отварная. Преимущество припускания рыбы перед варкой заключается в том, что снижаются потери питательных веществ и сохраняются форма и вкусовые качества рыбы. Припускание считается в русской гастрономии для рыбы наиболее распространённым процессом тепловой обработки.
Припущенная рыба — профессиональный кулинарный термин, для приготовленной таким способом рыбы прежде использовался термин «паровая» или «духовая». Поверхность кусков готовой припущенной рыбы покрыта сгустками белка, поэтому для придания блюдам аппетитного вида, их при подаче поливают соусами, приготовленными на бульоне, оставшемся после припускания. Названия блюд из припущенной рыбы складываются из названия рыбы и сервируемого к ней соуса: треска в рассоле, судак паровой, судак по-польски. Блюдо «рыба по-русски» представляет собой припущенную рыбу с грибами, корнеплодами, луком, солёными огурцами, каперсами и маслинами в томатном соусе и отварным картофелем на гарнир.
Рыбу припускают как целиком (стерлядь, кефаль, судака, форель, сига, угря), так и звеньями (осетровых) и порционными кусками («кругляшом» — камбалу, палтуса, налима) и филе с кожей и без неё — лососину, нельму, треску). В классическом рецепте подготовленный продукт размещают в один слой в сотейнике, предварительно смазанном маслом, или на толстостенном противне, приправляют солью и перцем, добавляют нарезанный репчатый лук и корень петрушки и заливают бульоном так, чтобы он покрывал рыбу на треть высоты. Припущенную рыбу готовят на плите или в духовом шкафу, для припускания крупных экземпляров рыбы целиком используются рыбные котлы. Осетровую рыбу припускают также в огуречном или помидорном рассолах, для улучшения вкуса рыбы добавляют сухое белое вино, а к стерляди — шампанское. Рыбу припускают также в молоке. Припущенную рыбу приправляют лимонным соком, грибным отваром. Приготовление рыбы происходит под крышкой в слегка кипящей или доведённой до кипения жидкости, температура которой не превышает 94 °C и занимает очень мало времени. Полученный после припускания рыбы концентрированный бульон используется для приготовления супов и соусов.
Припущенную рыбу подают горячей под соусами: паровым, с белым вином, белым соусом с раковым маслом или с каперсами и томатным соусами. Классический гарнир к припущенной рыбе — отварной картофель или картофельное пюре. Припущенную рыбу также сервируют с шампиньонами и другими грибами и раковыми шейками.